# Homaloproctus sauteri
Genre
Espèce
Homaloproctus sauteri, unique représentant du genre Homaloproctus, est une espèce de collemboles de la famille des Onychiuridae.

## Distribution
Cette espèce est endémique du Japon.

## Publication originale
- Börner, 1909 : Japans Collembolenfauna. (Vorläufige Mitteilung). Sitzungsberichte der Gesellschaft Naturforschender Freunde zu Berlin, vol. 1909, no 2, p. 99-135 (texte intégral).